# Cyphostemma descoingsii
Cyphostemma descoingsii är en vinväxtart som beskrevs av P. Lavie. Cyphostemma descoingsii ingår i släktet Cyphostemma och familjen vinväxter. Inga underarter finns listade i Catalogue of Life.